# 노이즈캣
노이즈캣(Noisecat, 본명 전석호(田錫虎), 1974년 4월 13일 ~ )은 대한민국의 팝/록, 싸이키델릭, 엠비언트 음악가이다.
2000년에 영국에서 음악 활동을 시작했으며, 2004년 귀국해 국내에서 활동 중이다.
노이즈캣이라는 예명은 영국에서 음악 활동할 당시 심취해있던 지저스앤메리체인, 스페이스맨쓰리 등의 익스페리멘탈, 싸이키델릭 음악과 고양이에 대한 명언들("내 밴드에 속한 뮤지션 고양이든 세계 각지에 사는 실재 고양이든, 이들은 모두 각자의 스타일을 가졌다. -레이찰스- ,  "비참한 삶에서 벗어나는 있는 방법이 두 가지 있다. 그것은 고양이와 음악이다." -알버트 슈바이처- )에서 영감받아 독자적인 음악 활동을 해보고자 지었다고 한다.
2012년에 발매한 3집 "Sunday Sunset Airlines"는 제10회 한국대중음악상 최우수 모던록음반에 노미네이트 되었다.
2014년 9월부터 드론(Drone), 엠비언트(Ambient) 성향의 새로운 프로젝트 Noisecat Drone Spacelines 의 신곡 음원들을 사운드클라우드 노이즈캣(noisecat music) 계정에 정기적으로 업로드 중이다.
2017년 12월 24일 새로운 스튜디오 폴라 라이즈(Polar Lies)에서 작업한 4번째 정규앨범이자 첫 연주 음반 Contemporary Guitar And Synth Music 을 밴드캠프, 아이튠즈를 비롯한 온라인 음악 사이트를 통해 디지털 발매하였다.
2018년 5월부터는 CD, Vinyl 등 물질적인 매체는 만들지 않고 디지털 발매도 아예 밴드캠프를 통해서만 하고 있다. 이때부터 2021년 1월까지 디지털 싱글 7장, 2곡이 담긴 EP 1장을 Language, Voyage 9, 등 여러 예명을 써가며 발매했다. 이 중에는 아티스트 Mik!이 쟈켓을 맡은 공동작업물 Sunset House  도 포함되어 있다.
2021년 6월 21일 5번째 정규앨범 Wildflower, Wildflower 역시 밴드캠프를 통해서만 디지털 발매했다. 노이즈캣의 보컬이 들어간 건 2012년 일요일몰항공사(Sunday Sunset Airlines) 이후 10년 만에 처음이며, 노이즈캣 대신 새로운 예명 Native Passenger 를 썼고 폴라라이즈 스튜디오에서 모든 작업이 이루어졌다. 예상보다 길어지고 더욱 심각해진 코로나 팬데믹의 영향과 간헐적으로 해 오던 채식을 지구환경을 위해 완전한 채식주의로 전환, 그리고 자급자족의 시작 등 실제로 경험하고 있는 생활의 변화가 음악에 그대로 자연스럽게 녹아들어 창작자로서의 만족도가 높은 앨범이라고 한다.
2023년 4월 4일, 44분 러닝타임의 6번째 정규앨범 Playground 가 밴드캠프를 통해 디지털 발매되었다. 한 곡을 제외하고는 다 연주곡인데 그 한 곡에 유튜브채널 최재천의 아마존 “지구 멸망까지 1분? 이번에 본 벚꽃이 마지막일지도 모른다! 기후위기!” 편에 나오는 최재천 교수의 목소리가 담겨있다. 이 앨범은 행성 지구가 사라지기 전 마지막 기억과 그 이후를 상상하며 만들었다고 하는데 예명도 죽은고양이 Deadcat 을 사용했고, 앨범 이미지도 모노톤의 우주 공간이다. 2018년에 이미 타이틀도 정하고 10곡 분량의 앨범으로 거의 완성 했지만 곡들의 순서를 최종적으로 결정하지 못해 몇 년간 방치되다가 2021~22년 사이에 작업한 곡들을 추가하고, 2023년 2월부터 3월까지 두 달간 새로운 편집, 녹음, 편곡, 리믹싱 과정을 거쳐 완성되었다. 2018년 당시의 앨범은 지금과는 완전히 다른 것이라고 하는데, 싱글로 발매한 Hah, Starchild, Ground/Splash 등이 수록될 예정이었다고 한다.

## 음반 목록
1. 《Playground》 2023년 4월 4일 (Bandcamp only digital release) Polar Lies
2. 《Wildflower Wildflower》 2021년 6월 21일 (Bandcamp only digital release) Polar Lies
3. 《Forest Factory (EP)》 2021년 1월 5일 (Bandcamp only digital release) Polar Lies
4. 《Dam Tour (Single)》 2020년 9월 17일 (Bandcamp only digital release) Polar Lies
5. 《Sunset House (Single)》 2020년 7월 14일 (Bandcamp only digital release) Polar Lies
6. 《Breath (Single)》 2020년 6월 11일 (Bandcamp only digital release) Polar Lies
7. 《East Sol (Single)》 2020년 5월 18일 (Bandcamp only digital release) Polar Lies
8. 《Ground/Splash (Single)》 2020년 5월 5일 (Bandcamp only digital release) Polar Lies
9. 《Starchild (Single)》 2018년 12월 25일 (Bandcamp only digital release) Polar Lies
10. 《Hah (Single)》 2018년 5월 2일 (Bandcamp only digital release) Polar Lies
11. 《Contemporary Guitar And Synth Music》 2017년 12월 24일 Polar Lies
12. 《Sunday Sunset Airlines》 2012년 2월 23일 Noisecat music (제10회 한국대중음악상 최우수 모던록음반 노미네이트)
13. 《Happy Shiny People (Single)》 2010년 2월 3일 Noisecat music
14. 《All Together Now (Single)》 2009년 9월 17일 Noisecat music
15. 《Morning Lights》 2006년 7월 4일 롤리팝뮤직
16. 《Chiswick Reach》 2005년 1월 14일 튜브앰프
17. 《Noisecat EP》 2003년 1월 1일 Dark Horse